# Спрус (Вісконсин)
Спрус (англ. Spruce) — місто (англ. town) в США, в окрузі Оконто штату Вісконсин. Населення — 918 осіб (2020).

## Демографія
Згідно з переписом 2010 року, у місті мешкало 835 осіб у 368 домогосподарствах у складі 243 родин. Було 582 помешкання
Расовий склад населення:
| - 96,2 % — білих - 1,2 % — корінних американців - 0,6 % — чорних або афроамериканців - 0,4 % — азіатів |

До двох чи більше рас належало 0,8 %. Частка іспаномовних становила 1,4 % від усіх жителів.
За віковим діапазоном населення розподілялося таким чином: 21,1 % — особи молодші 18 років, 57,7 % — особи у віці 18—64 років, 21,2 % — особи у віці 65 років та старші. Медіана віку мешканця становила 45,8 року. На 100 осіб жіночої статі у місті припадало 100,2 чоловіків;  на 100 жінок у віці від 18 років та старших — 108,5 чоловіків також старших 18 років.
Середній дохід на одне домашнє господарство  становив 63 784 долари США (медіана — 50 625), а середній дохід на одну сім'ю — 74 004 долари (медіана — 64 063). Медіана доходів становила 47 333 долари для чоловіків та 41 406 доларів для жінок. За межею бідності перебувало 12,9 % осіб, у тому числі 10,2 % дітей у віці до 18 років та 15,2 % осіб у віці 65 років та старших.
Цивільне працевлаштоване населення становило 400 осіб. Основні галузі зайнятості: роздрібна торгівля — 20,5 %, виробництво — 15,3 %, освіта, охорона здоров'я та соціальна допомога — 15,0 %.